# Harouna Gabde
Harouna Doula Gabde (ur. 10 stycznia 1966) – piłkarz nigerski grający na pozycji obrońcy. W latach 2009–2012 był selekcjonerem reprezentacji Nigru.

## Kariera klubowa
W swojej karierze piłkarskiej Gabde występował na pozycji obrońcy.

## Kariera reprezentacyjna
W 2009 roku Gabde został selekcjonerem reprezentacji Nigru zastępując Frederica Costę. Nie zdołał zakwalifikować się z Nigrem ani do Mistrzostw Świata w RPA, ani do Pucharu Narodów Afryki 2010. Wywalczył za to awans do Pucharu Narodów Afryki 2012, pierwszy w historii Nigru.